# Бардакджи, Абдюлькерим
Абдюлькерим Бардакджи (тур. Abdülkerim Bardakcı; 7 сентября 1994, Мерам, Турция) — турецкий футболист, защитник клуба «Галатасарай» и сборной Турции. Участник чемпионата Европы 2024.

## Клубная карьера
17 августа 2013 года Бардакджи дебютировал на профессиональном уровне в составе клуба «Коньяспор» в матче чемпионата Турции против «Фенербахче».

## Достижения

### Командные
«Галатасарай»
- Чемпион Турции (2): 2022/23, 2024/25

### Личные
- Лучший левый защитник сезона чемпионата Турции: 2021/22